# Adelopsella bosnica
Adelopsella bosnica es una especie de escarabajo de la familia Leiodidae, la única de su género, Adelopsella. Fue descrita por primera vez por Edmund Reitter en 1884.
Esta especie se encuentra en Croacia, Bosnia y Herzegovina y Montenegro.